# Mosannona guatemalensis
Mosannona guatemalensis är en kirimojaväxtart som först beskrevs av Cyrus Longworth Lundell, och fick sitt nu gällande namn av Laurentius 'Lars' Willem Chatrou. Mosannona guatemalensis ingår i släktet Mosannona och familjen kirimojaväxter. Inga underarter finns listade i Catalogue of Life.